# This Is Not Retro - This Is the Eighties Up to Date
This Is Not Retro - This Is the Eighties Up to Date è una compilation di materiale nuovo e recente, ad opera di alcuni artisti e gruppi noti negli anni ottanta. Si tratta di un'edizione limitata, uscita nel luglio del 2005, nel Regno Unito, per il sito RememberTheEighties.com, presentata in confezione DVD, con un booklet di 24 pagine. Delle 19 tracce contenute in totale nella raccolta, 8 sono disponibili per la prima volta qui, mentre in 8 casi, il relativo brano è interpretato da quello che all'epoca era il cantante o la cantante solista del dato gruppo. Due i casi particolari: Peter Cox dei Go West compare sia come solista (interpretando Broken) sia come membro del duo dei Go West (che propongono invece All Day All Night) mentre i Kajagoogoo (presenti qui con l'inedita Tears) compaiono nella formazione ridotta a trio, ma nel frattempo si sono riuniti agli altri due membri originari, il cantante Limahl e il batterista Jez Strode, e stanno attualmente promuovendo quello che è poi diventato un singolo doppio lato A, contenente Rocket Boy e Tears, dal vivo, in alcuni festival europei, nella formazione completa del quintetto, assieme ad altri brani noti del loro repertorio storico, e congiuntamente ad altri artisti del decennio in cui si sono formati, quali, a titolo di esempio, Kim Wilde, nonché altri partecipanti alla compilation, come Howard Jones (il cui pezzo, Revolution of the Heart, apre la presente raccolta).
Il titolo della collection è di per sé esplicativo del senso generale dell'operazione, il cui significato può essere reso con «Questo non è retro: questi sono gli anni ottanta aggiornati», frase simbolica con cui si vogliono prendere decisamente le distanze da altre operazioni di marketing, solitamente improntate alla riproposizione di vecchie canzoni del decennio, che nulla offrono di nuovo al panorama musicale di un decennio spesso bistrattato in passato, ma che è stato ultimamente fin troppo abusato, soprattutto da quando, nel 1998, è iniziato il cosiddetto "Revival degli Anni Ottanta", che ha visto ritornare sulle scene numerosi artisti e gruppi dell'epoca, spesso, ma non necessariamente, senza troppo successo, soprattutto per quanto riguarda l'eventuale tentativo da parte loro di presentare pezzi nuovi, magari molto diversi, in quanto a genere musicale, da quello per cui tali artisti e gruppi erano per lo più conosciuti.

## Tracce
1. Revolution of the Heart - Howard Jones
2. Tears - Kajagoogoo (*)
3. Broken - Peter Cox (Go West)
4. Scar - Katrina Leskanich (Katrina & The Waves)
5. Close - The Alarm
6. American Beauty - Peter Coyle (The Lotus Eaters) (*)
7. Let It All Fall - T'Pau
8. Pussywhipper - Sigue Sigue Sputnik (*)
9. Why So Rude - Neville Staple (The Specials)
10. What Would You Do (Skin)? - Midge Ure (Ultravox)
11. Age of Unreason - Spear of Destiny (*)
12. Die Laughing - Nik Kershaw
13. Little Tears of Love - Toyah
14. Sleepsong - Dr. Robert (The Blow Monkeys) (*)
15. This Is Not My World - Heaven 17 (*)
16. All Day All Night - Go West
17. So Lonely - Tony Hadley (Spandau Ballet)
18. Blue Was Never My Colour - Leee John (Imagination) (*)
19. Mi Chica Latina - Modern Romance (*)

N.B.= (*) brano disponibile qui per la prima volta.